# プラット・アンド・ホイットニー・カナダ PW500

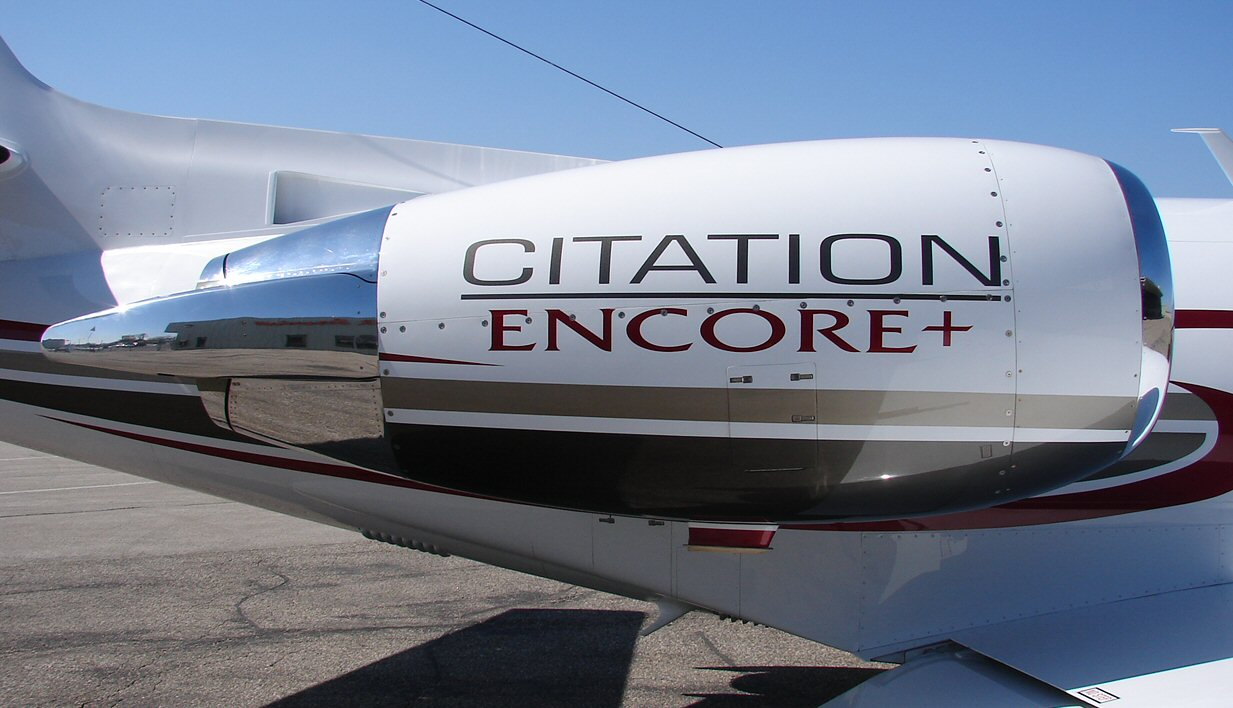
プラット・アンド・ホイットニー・カナダ PW500

プラット・アンド・ホイットニー・カナダ PW500 はビジネスジェット専用に設計されたターボファンエンジンである。

## 設計と開発
PW530は1段のファン、低圧タービンで駆動される2段の低圧圧縮機、高圧タービンで駆動される2A/1CF 軸流-遠心式高圧圧縮機
で構成される。推力は2,887lbfで1997年2月から就航した。
類似のPW535は総圧縮比とコアの流量を増強する為に低圧軸にT段を備える仕様である。2000年9月から就航した。
PW535と類似のPW545はより大径のファンを駆動する為に低圧タービンが追加された。1998年7月から就航した。

## 搭載機
- セスナ サイテーション・ブラーボ
- セスナ サイテーション V
- セスナ・サイテーション エクセル
- ジェネラル・アトミックス アヴェンジャー
- エンブラエル フェノム 300

## 仕様諸元
|                                  | PW530 | PW535A | PW545B | PW545C |
| 推力 (lb)                        | 2,887 | 3,400  | 3,952  | 4,119  |
| 推力あたりの燃料消費((lb/h)/lbf) | 0.44  | 0.44   | 0.44   | 0.44   |
| バイパス比                       | ~3.7  | 2.55   | 4.12   | 4.12   |
| 総圧縮比                         | ~13.3 | ?      | 11.7   | 12.5   |
| 全長 (in)                        | 60.0  | 63.9   | 68.6   | 68.6   |
| およそのファン直径 (in)          | 23.0  | 28.2   | 27.3   | 27.3   |